# Brychius hungerfordi
Brychius hungerfordi is een keversoort uit de familie watertreders (Haliplidae). De wetenschappelijke naam van de soort is voor het eerst geldig gepubliceerd in 1954 door Spangler.